# Wörpedorf
Wörpedorf (plattdeutsch Wörpdörp) ist ein Ortsteil der Gemeinde Grasberg im Landkreis Osterholz in Niedersachsen.

## Geschichte
Wörpedorf wurde als erste Moorkolonie des Teufelsmoores im Jahr 1751 mit 51 Hofstellen gegründet. In den 1780er Jahren wurden 100 Erwachsene und 142 Kinder und damit 242 Einwohner gezählt. Im Jahr 1910 hatte der Ort 650 Einwohner.
Der Ort wurde am 1. März 1974 im Rahmen der Gebietsreform mit anderen Orten zur Gemeinde Grasberg zusammengeschlossen.

## Denkmalgeschützte Gebäude
- Wohn- und Wirtschaftsgebäude Wörpedorfer Straße 10 von 1863 in Fachwerk